# Nordskovvej (Silkeborg)
Nordskovvej  er en indfaldsvej der går syd om Silkeborg.
Vejen gå fra Christian 8 Vej og til Århusvej og åbnede for trafik d. 2. oktober 2021.
Den starter i Drewsenvej og passerer Remstrup Å, Sejsvej og Tranevej, vejen ender i Århusvej hvor der er forbindelse med primærrute 15 Silkeborgmotorvejen mod Aarhus og Herning.
Efter Silkeborg Kommunen fandt ud af at der var Damflagermus i Nordskov hvor vejen løber igennem, blev hastigheden på Nordskovvej sænket fra 60 kmt. til 50 kmt, dette gælder fra den 15. marts til 1. november for at forhindre at flagermusene blev kørt over.